# Modimolle (gmina)
Modimolle – gmina w Republice Południowej Afryki, w prowincji Limpopo, w dystrykcie Waterberg. Siedzibą administracyjną gminy jest Modimolle.